# Aeroporto Internacional de Mascate
O Aeroporto Internacional de Mascate é o principal aeroporto em Mascate, no Omã. É um hub da Oman Air, a transportadora nacional do Omã. A distância da Velha Mascate é de 30 km, é a partir dos principais bairros residenciais é 15 km. Neste momento, o aeroporto está sendo ampliado e modernizado. O aeroporto vai ser atualizado para 12 milhões de passageiros durante a fase inicial e, posteriormente, para 48 milhões. A primeira etapa está com conclusão prevista para 2011. O aeroporto foi renomeado em 1 de fevereiro de 2008 a partir da designação anterior, de Seeb, para o Aeroporto Internacional de Mascate.

## Estatísticas
| Ano  | Total de Passageiros | Frete (t) | Movimento de Aeronaves |
| ---- | -------------------- | --------- | ---------------------- |
| 2000 | 2,720,983            | 68,639    | 38,184                 |
| 2001 | 2,697,032            | 73,078    | 38,955                 |
| 2002 | 2,450,422            | 46,934    | 39,555                 |
| 2003 | 2,886,487            | 48,630    | 42,330                 |
| 2004 | 3,461,982            | 67,151    | 43,622                 |
| 2005 | 3,778,578            | 76,043    | 44,445                 |
| 2006 | 4,777,747            | 99,582    | 53,695                 |
| 2007 | 4,218,498            | 77,391    | 58,903                 |

## Expansão
O projeto de expansão do Aeroporto Internacional de Mascate irá incluir um novo terminal moderno e uma nova pista que pode lidar com o novo Airbus A380, irá incluir uma nova torre de controle com uma altura de 90 metros, 32 pontes aéreas, um novo Terminal de extra de carga e estacionamento para 6000 carros. Depois que a construção do novo terminal for feita, os trabalhos terão início em atualização do existente, de modo a permitir-lhe lidar com os aviões maiores. A expansão do trabalho já foi iniciado pela elevação do terreno e instalando sistemas de drenagem pluviais para preparar a construção do novo terminal que está previsto para começar no segundo semestre de 2008.
Em 8 de agosto de 2008, como COWI Group anunciou que a fase de concepção do aeroporto atingiu um marco importante que permite a construção do novo terminal para iniciar início de 2009

## Linhas Aéreas e Destinos
- Air Arabia (Xarja)
- Air India
  - Air-India Express (Abu Dabi, Calecute, Cochim, Cuaite, Mangalor, Trivandrum)
  - Indian Airlines (Amedabade, Bangalor, Calecute, Chenai, Cochim, Deli, Hiderabade, Bombaim)
- Airblue (Laore)
- Biman Bangladesh Airlines (Chatigão, Daca, Dubai, Carachi)
- British Airways (Abu Dabi, Londres-Heathrow)
- Emirates Airlines (Dubai)
- Etihad Airways (Abu Dabi)
- EgyptAir (Cairo)
- Gulf Air (Barém)
- Iran Aseman Airlines (Xiraz)
- Jazeera Airways (Dubai)
- Jet Airways (Calecute, Cochim, Bombaim, Tiruvanantapuram)
- KLM (Amesterdã, Cuaite)
- Kuwait Airways (Abu Dabi, Cuaite)
- Lufthansa (Doa, Frankfurt)
- Oman Air (Abu Dabi, Amã, Barém, Bancoque-Suvarnabumi, Beirute, Cairo, Calecute, Chatigão, Chenai, Cochim, Déli, Doa, Dubai, Hiderabade, Jaipur, Jedá, Carachi, Caçapo, Cuaite, Lucknow, Londres-Gatwick, Bombaim, Riade, Salalá, Sialcute, Thiruvananthapuram)
- Pakistan International Airlines (Gwadar, Islamabade, Carachi, Laore, Sialkot, Turbat)
- Qatar Airways (Doa)
- Royal Jordanian (Amã)
- SalamAir (Dubai-Almactum [from 15/02/201], Salalá[from 30 de janeiro de 2017])
- Saudi Arabian Airlines (Jedá, Riade)
- Shaheen Air International (Carachi, Laore)
- SriLankan Airlines (Colombo)
- Swiss International Air Lines (Dubai, Xurique)
- Thai Airways International (Bancoque-Suvarnabumi)
- Turkish Airlines (Abu Dabi, Istambul-Atatürk)

### Linhas Cargueiras
- Martinair Cargo (Amesterdã)